# Fall (Eminem)
Fall è un singolo del rapper statunitense Eminem, pubblicato il 14 settembre 2018 come primo estratto dal decimo album in studio Kamikaze.

## Video musicale
Il video musicale è stato pubblicato il 4 settembre 2018 attraverso il canale YouTube del rapper. In esso viene mostrato il rapper scappare da un'ombra, atta rappresentare le critiche rivolte al precedente album Revival.

## Tracce
Testi e musiche di Marshall Mathers, Michael Williams, Luis Resto, BJ Burton e Justin Vernon.
CD promozionale (Francia)
1. Fall (Radio Edit) – 3:35

## Formazione
- Eminem – voce, produzione esecutiva, produzione aggiuntiva, missaggio
- Dr. Dre – produzione esecutiva
- Mike Will Made It – produzione, missaggio
- Mike Strange – registrazione, missaggio
- Joe Strange – registrazione
- Tony Campana – registrazione
- Steve "The Sauce" Hybicki – missaggio
- Luis Resto – tastiera aggiuntiva
- Brian "Big Bass" Gardner – mastering

## Classifiche
| Classifica (2018) | Posizione massima |
| ----------------- | ----------------- |
| Australia         | 22                |
| Austria           | 29                |
| Belgio (Fiandre)  | 66                |
| Danimarca         | 21                |
| Germania          | 37                |
| Italia            | 59                |
| Norvegia          | 20                |
| Nuova Zelanda     | 14                |
| Paesi Bassi       | 43                |
| Regno Unito       | 9                 |
| Stati Uniti       | 12                |
| Svezia            | 23                |
| Svizzera          | 7                 |